# Kulturåret 1754

## Händelser
- Okänt datum - Den svenska truppen får lämna Stora Bollhuset, en byggnad i Stockholm.[förtydliga]
- Trefaldighetskolonnen i Olomouc står färdig.
- Det Kongelige Danske Kunstakademi grundades i Köpenhamn under namnet Det Kongelige Danske Skildre-, Billedhugger- og Bygnings-Academie.

## Födda
- 9 januari - Eric Michael Fant (död 1817), svensk teolog, historiker och psalmdiktare.
- 10 maj - Asmus Jakob Carstens (död 1798), dansk konstnär.
- 20 maj - Elisa von der Recke (död 1833), tysk författare.
- 18 juni - Anna Maria Lenngren (död 1817), svensk poet.
- 29 juli - Abraham Niclas Edelcrantz (Clewberg) (död 1821), svensk skald, fysiker, uppfinnare och ledamot av Svenska Akademien.
- 11 september - Carolina Weltzin (död 1812), svensk kokboksförfattare och översättare.
- 9 oktober - Jean-Baptiste Regnault (död 1829), fransk målare.
- 4 december - Nils Lorens Sjöberg (död 1822), svensk ämbetsman, poet och ledamot av Svenska Akademien.
- Gustaf Stenman (död 1809), finländsk psalmdiktare.
- Ulrika Margaretha Bergsten, svensk konsertpianist

## Avlidna
- 28 januari - Ludvig Holberg (född 1684), norsk-dansk författare, dramatiker och essäist.
- 8 oktober - Henry Fielding (född 1707), brittisk författare och dramatiker.